# Babyninsky (huyện)
Huyện Babyninsky (tiếng Nga: ? райо́н) là một huyện hành chính tự quản (raion), của Tỉnh Kaluga, Nga. Huyện có diện tích 657 kilômét vuông. Trung tâm của huyện đóng ở Babynino.